# Gianfranco Rotondi
Gianfranco Rotondi (°Avellino, 25 juli 1960), is een Italiaans politicus. Hij de nationaal secretaris van de nieuwe politieke partij Democrazia Cristiana per le Autonomie ("Christendemocraten voor de Autonomie", ook Nuova DC genaamd).
Gianfranco Rotondi studeerde rechten en was als journalist actief. In 2001 werd hij voor de Unie van Christendemocraten en Centrum-Democraten (UDC) in de Kamer van Afgevaardigden gekozen.
In januari 2005 verliet hij de UDC en begon aan het project om een nieuwe christendemocratische, centrumgerichte partij op te richten die in de traditie staat van de vroegere Democrazia Cristiana (DC). In juni 2005 stichtte hij met medestanders de Democrazia Cristiana per le Autonomie, die in Italië vooral bekend is als Nuova DC ("Nieuwe DC"). De Nuova DC is aangesloten bij het Huis van de Vrijheden van Silvio Berlusconi, maar Rotondi heeft verklaard dat de Nuova DC ook bereid is zich bij andere coalities aan te sluiten.